# 渡大生
渡 大生（わたり だいき、1993年6月25日 - ） は、広島県広島市安佐北区出身のプロサッカー選手。Jリーグ・徳島ヴォルティス所属。ポジションはフォワード。

## 来歴

### プロ入り前
広島市安佐北区出身で、幼少時から隣り合わせに住んでいた森重真人を目標にサッカーに取り組んだ。森重と同じ広島皆実高校に進学し 2年次には早くも背番号10をつけ、攻撃的MFとして活躍。冬の全国選手権にも出場を果たす（2回戦で青森山田に敗退）。
2011年、高校3年次の夏頃からギラヴァンツ北九州の練習に参加し、練習試合にも出場。持ち前の馬力のあるドリブルをアピールし、首脳陣の高評価を集めた。

### ギラヴァンツ北九州
2012年、ギラヴァンツ北九州に入団した。3月11日の第2節ファジアーノ岡山戦にてJリーグ初出場を果たすと、同年3月20日の第4節水戸ホーリーホック戦でJリーグ初得点を決めた。6月、AFC U-22選手権予選に出場するU-19日本代表に選出。三菱化成黒崎サッカー部・ニューウェーブ北九州時代も通じてクラブ史上初めての代表招集となった。

### 徳島ヴォルティス
2016年、徳島ヴォルティスに完全移籍。同年、リーグ戦で自己最高となる12ゴールを記録した。2017年は、途中交替で出場した第2節、第15節以外の全試合に先発出場、チーム唯一のリーグ戦全試合出場を果たし、前半戦だけで14ゴールを挙げ自己記録を更新。最終的にイバ（横浜FC）に次ぐリーグ2位、日本人選手としてはトップとなるシーズン23ゴールを挙げた。J2リーグが22チーム42試合となった2012年以降、日本人選手として20ゴール以上を挙げたのは、2014年の大黒将志以来2人目となった。

### サンフレッチェ広島
2018年、地元広島に本拠地を置くサンフレッチェ広島に完全移籍したが、怪我の影響もありリーグ戦1得点に留まった。広島2年目の2019年は、パトリックなどのコンディション不良もあり開幕戦でスタメン出場を果たした。ACLのメルボルン・ビクトリーFC戦、大邱FC戦でゴールを挙げる活躍を見せると、J1第7節・ヴィッセル神戸戦では、共にボレーシュートで2得点を記録しチームの逆転勝利に貢献した。しかしその後はスタメンの座を掴み切れずリーグ戦計3得点に留まった。

### 大分トリニータ
2020年、大分トリニータに完全移籍。

### アビスパ福岡
翌2021年にはアビスパ福岡に完全移籍 し2022年までの2シーズンに渡りプレー。

### 徳島ヴォルティス（第2次）
2023年、徳島ヴォルティスに完全移籍。2017年以来6シーズンぶりの復帰となった。
2024年、シーズン途中(5月)に玄理吾と代わる形となり副キャプテンに就任。

## 所属クラブ
- 広島高陽フットボールクラブ
- 広島県立広島皆実高等学校
- 2012年 - 2015年  ギラヴァンツ北九州
- 2016年 - 2017年  徳島ヴォルティス
- 2018年 - 2019年  サンフレッチェ広島
- 2020年  大分トリニータ
- 2021年 - 2022年  アビスパ福岡
- 2023年 -  徳島ヴォルティス

## 個人成績
| 国内大会個人成績 | 国内大会個人成績 | 国内大会個人成績 | 国内大会個人成績 | 国内大会個人成績 | 国内大会個人成績 | 国内大会個人成績 | 国内大会個人成績 | 国内大会個人成績 | 国内大会個人成績 | 国内大会個人成績 | 国内大会個人成績 |
| 年度             | クラブ           | 背番号           | リーグ           | リーグ戦         | リーグ戦         | リーグ杯         | リーグ杯         | オープン杯       | オープン杯       | 期間通算         | 期間通算         |
| 年度             | クラブ           | 背番号           | リーグ           | 出場             | 得点             | 出場             | 得点             | 出場             | 得点             | 出場             | 得点             |
| 日本             | 日本             | 日本             | 日本             | リーグ戦         | リーグ戦         | リーグ杯         | リーグ杯         | 天皇杯           | 天皇杯           | 期間通算         | 期間通算         |
| ---------------- | ---------------- | ---------------- | ---------------- | ---------------- | ---------------- | ---------------- | ---------------- | ---------------- | ---------------- | ---------------- | ---------------- |
| 2012             | 北九州           | 24               | J2               | 24               | 5                | -                | -                | 0                | 0                | 24               | 5                |
| 2013             | 北九州           | 14               | J2               | 34               | 8                | -                | -                | 2                | 1                | 36               | 9                |
| 2014             | 北九州           | 14               | J2               | 37               | 4                | -                | -                | 3                | 1                | 40               | 5                |
| 2015             | 北九州           | 14               | J2               | 35               | 7                | -                | -                | 2                | 0                | 37               | 7                |
| 2016             | 徳島             | 16               | J2               | 41               | 12               | -                | -                | 3                | 0                | 44               | 12               |
| 2017             | 徳島             | 16               | J2               | 42               | 23               | -                | -                | 1                | 0                | 43               | 23               |
| 2018             | 広島             | 20               | J1               | 17               | 1                | 6                | 3                | 2                | 0                | 25               | 4                |
| 2019             | 広島             | 16               | J1               | 23               | 3                | 1                | 1                | 3                | 1                | 27               | 5                |
| 2020             | 大分             | 16               | J1               | 23               | 2                | 2                | 1                | -                | -                | 25               | 3                |
| 2021             | 福岡             | 17               | J1               | 26               | 2                | 4                | 0                | 0                | 0                | 30               | 2                |
| 2022             | 福岡             | 16               | J1               | 11               | 1                | 4                | 0                | 3                | 2                | 18               | 3                |
| 2023             | 徳島             | 16               | J2               | 32               | 1                | -                | -                | 2                | 0                | 34               | 1                |
| 2024             | 徳島             | 16               | J2               | 34               | 9                | 0                | 0                | 1                | 0                | 35               | 9                |
| 2025             | 徳島             | 16               | J2               |                  |                  |                  |                  |                  |                  |                  |                  |
| 通算             | 日本             | 日本             | J1               | 100              | 9                | 17               | 5                | 8                | 3                | 125              | 17               |
| 通算             | 日本             | 日本             | J2               | 279              | 69               | -                | -                | 14               | 2                | 293              | 71               |
| 総通算           | 総通算           | 総通算           | 総通算           | 379              | 78               | 17               | 5                | 22               | 5                | 418              | 88               |

| 国際大会個人成績 | 国際大会個人成績 | 国際大会個人成績 | 国際大会個人成績 | 国際大会個人成績 |
| 年度             | クラブ           | 背番号           | 出場             | 得点             |
| AFC              | AFC              | AFC              | ACL              | ACL              |
| ---------------- | ---------------- | ---------------- | ---------------- | ---------------- |
| 2019             | 広島             | 16               | 6                | 2                |
| 通算             | AFC              | AFC              | 6                | 2                |

- Jリーグ初出場 - 2012年3月11日 J2第2節 ファジアーノ岡山戦 (北九州市立本城陸上競技場)
- Jリーグ初得点 - 2012年3月20日 J2第4節 水戸ホーリーホック戦 (北九州市立本城陸上競技場)

## タイトル

### 個人
- J2リーグ・月間MVP：1回（2017年2月・3月）
- J2リーグ・月間ベストゴール：一回（2024年9月）

## 代表歴
- U-19日本代表
  - 2012年 AFC U-22アジアカップ2013 (予選)
  - 2012年 AFC U-19選手権2012
- U-20日本代表